# How to Die Young in Manila
How to Die Young in Manila è un cortometraggio del 2020 diretto da Petersen Vargas.
È stato presentato in anteprima il 22 ottobre 2020 al Busan International Film Festival.

## Trama
Un ragazzo adolescente gira la notte per le strade di Manila in cerca di un ragazzo sconosciuto con cui ha un appuntamento. Pensando che uno di loro sia quel ragazzo, egli segue un gruppo di giovani imbroglioni che lo trascinano nel loro strano mondo fatto di morte e desiderio. 

## Produzione
Il cortometraggio è nato come breve teaser del lungometraggio di Vargas Some Nights I Feel Like Walking. 

## Distribuzione
Il cortometraggio è stato presentato in anteprima al Busan International Film Festival il 22 ottobre 2020 e successivamente è stato presentato in altri festival cinematografici come il Singapore International Film Festival, il Glasgow Short Film Festival, l'Outfest Los Angeles, il SeaShorts Film Festival e il Queer East Film Festival.

## Riconoscimenti
- 2020 - Singapore International Film Festival
  - Candidatura al miglior cortometraggio sud-est asiatico

- 2020 - Glasgow Short Film Festival
  - Candidatura al miglior cortometraggio

- 2020 - Society of Filipino Film Reviewers
  - Candidatura al miglior film